# منتخب المجر لكأس ديفيز
منتخب المجر لكأس ديفيز هو ممثل المجر الرسمي في كرة المضرب في كأس ديفيز.